# 灵芝孢子油
灵芝孢子油为淡黄色透明油脂，是灵芝孢子中的油脂成分，含有灵芝多糖以外其他靈芝脂溶性的活性成分。由于灵芝孢子存在双层几丁质外壳，灵芝孢子油的萃取和提纯工艺相对复杂，需要破壁技術以破開其外殼。目前常见的萃取技术有溶劑萃取、超聲波萃取、超临界二氧化碳萃取法等。灵芝孢子油的主要成分包括灵芝酸、灵芝三萜醇、甾體和不饱和脂肪酸。